# Укерт (лунный кратер)
Кратер Укерт (лат. Ukert) —небольшой ударный кратер в центральной части видимой стороны Луны. Название присвоено в честь немецкого историка Фридриха Августа Укерта (1780—1851)  и утверждено Международным астрономическим союзом в 1935 г. Образование кратера относится к раннеимбрийскому периоду.

## Описание кратера

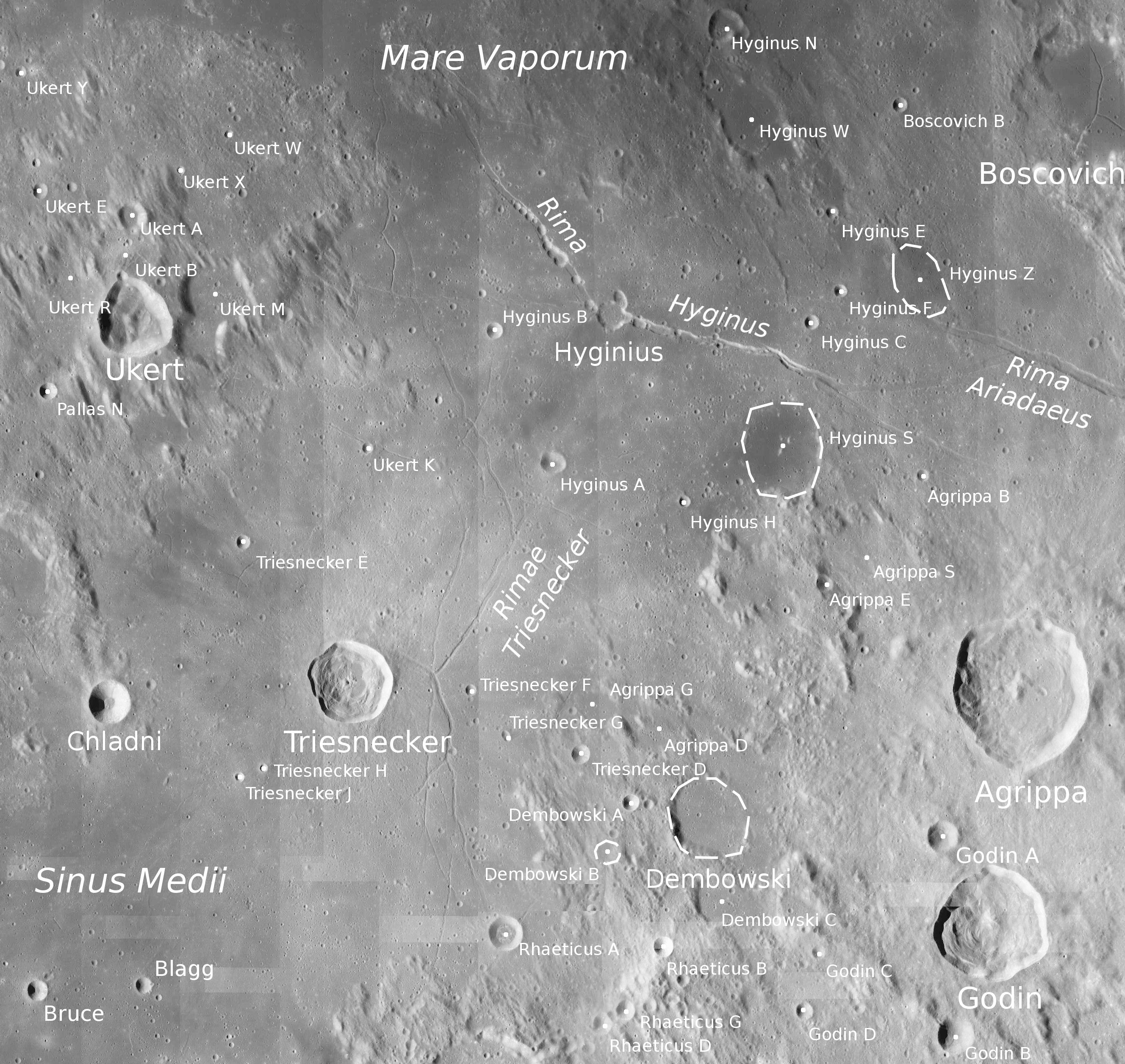
Окрестности кратера Укерт. Снимок зонда Lunar Reconnaissance Orbiter.

Ближайшими соседями кратера являются кратер Боде на западе-юго-западе; кратеры Паллас и Мерчисон на юго-западе; кратер Хладни на юге, кратер Триснеккер на юге-юго-востоке и кратер Гигин на востоке. На северо-западе от кратера находится Залив Зноя, на севере от кратера расположено Море Паров, на востоке - борозда Гигина, на юго-востоке - борозды Триснеккера; на юге – Залив Центральный. Селенографические координаты центра кратера 7°43′ с. ш. 1°22′ в. д. / 7,71° с. ш. 1,37° в. д., диаметр 21,7 км, глубина 2800 м.
Кратер Укерт имеет полигональную форму с выступами в северной и восточной части и практически не разрушен. Вал кратера с четко очерченной острой кромкой и гладким внутренним склоном с высоким альбедо, северная оконечность вала отмечена мелким кратером. Высота вала над окружающей местностью достигает 820 м, объем кратера составляет приблизительно 330 км³.  Дно чаши кратера пересеченное, с массивным округлым центральным пиком от которого в южном и северо-восточном направлении тянутся широкие хребты.
Местность вокруг кратера изобилует параллельными складками ориентированными в направлении северо-запад – юго-восток.

## Сателлитные кратеры

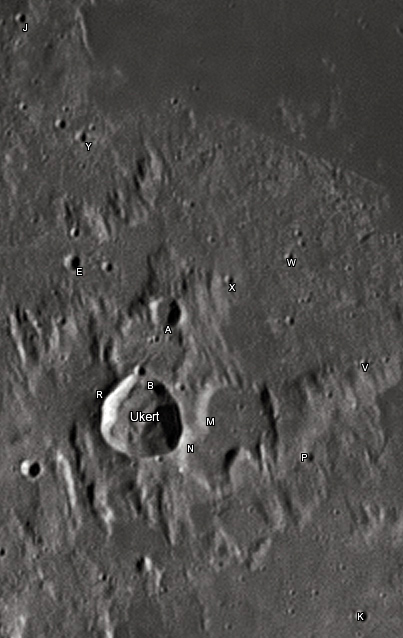
Снимок Девида Кемпбелла.

| Укерт | Координаты                                          | Диаметр, км |
| ----- | --------------------------------------------------- | ----------- |
| A     | 8°43′ с. ш. 1°21′ в. д. / 8,72° с. ш. 1,35° в. д.   | 9,0         |
| B     | 8°21′ с. ш. 1°17′ в. д. / 8,35° с. ш. 1,28° в. д.   | 20,3        |
| E     | 8°58′ с. ш. 0°24′ в. д. / 8,96° с. ш. 0,4° в. д.    | 4,7         |
| J     | 11°02′ с. ш. 0°37′ з. д. / 11,03° с. ш. 0,61° з. д. | 2,9         |
| K     | 6°28′ с. ш. 3°46′ в. д. / 6,47° с. ш. 3,76° в. д.   | 3,2         |
| M     | 7°59′ с. ш. 2°11′ в. д. / 7,99° с. ш. 2,18° в. д.   | 20,4        |
| N     | 7°35′ с. ш. 2°01′ в. д. / 7,58° с. ш. 2,01° в. д.   | 17,1        |
| P     | 7°46′ с. ш. 2°56′ в. д. / 7,77° с. ш. 2,93° в. д.   | 4,2         |
| R     | 7°56′ с. ш. 0°41′ в. д. / 7,93° с. ш. 0,69° в. д.   | 18,3        |
| V     | 8°44′ с. ш. 3°14′ в. д. / 8,73° с. ш. 3,24° в. д.   | 2,3         |
| W     | 9°31′ с. ш. 2°20′ в. д. / 9,51° с. ш. 2,33° в. д.   | 2,7         |
| X     | 9°10′ с. ш. 1°51′ в. д. / 9,16° с. ш. 1,85° в. д.   | 2,5         |
| Y     | 10°07′ с. ш. 0°13′ в. д. / 10,11° с. ш. 0,21° в. д. | 3,2         |

## См.также
- Список кратеров на Луне
- Лунный кратер
- Морфологический каталог кратеров Луны
- Планетная номенклатура
- Селенография
- Минералогия Луны
- Геология Луны
- Поздняя тяжёлая бомбардировка